# Orienantius
Orienantius is een geslacht van uitgestorven vogels uit het Vroeg-Krijt van het huidige China, behorend tot de Enantiornithes. De enige benoemde soort is Orienantius ritteri.

## Vondst en naamgeving
In de prefectuur Fengning, in het noorden van de provincie Hebei, werden door paleontologen twee skeletten van vogels opgegraven.
In 2018 werd de typesoort Orienantius ritteri benoemd en beschreven door Liu Di, Luis María Chiappe, Zhang Yuguang, Francisco José Serrano en Meng Qingjin. De geslachtsnaam is een combinatie van het Latijn oriens, verwijzend naar de Oriënt, en het eerste deel van Enantiornithes. De soortaanduiding eert de natuurkundige Johann Wilhelm Ritter, de ontdekker van het ultraviolet licht waarmee beschenen juist deze twee fossielen veel details prijsgaven.
Het holotype BMNHC Ph 1156a/b is gevonden in een laag van de Huajiyingformatie die dateert uit het Hauterivien en ongeveer 130,7 miljoen jaar oud is. Het omvat een vrijwel volledig skelet met schedel, platgedrukt op een plaat en tegenplaat. Uitgebreide resten van het verenkleed zijn bewaard gebleven. Daarnaast bewaart het fossiel resten van de weke delen welke met ultravioletfotografie zichtbaar konden worden gemaakt tijdens een onderzoek door Chiappe van het Natural History Museum of Los Angeles County. Het waren de meest uitgebreide weke delen welke ooit bij een fossiele vogel waren aangetroffen. Het betreft een jong dier.
Het tweede exemplaar, specimen BMNHC Ph 1154a/b, werd aan de soort toegewezen. Het komt in houding, grootte en mate van preservering nauw met het holotype overeen. Beide exemplaren behoren tot de collectie van het Beijing Museum of Natural History.

## Beschrijving
Het holotype en het toegewezen exemplaar zijn vrij kleine individuen, ongeveer ter grootte van een leeuwerik. De vleugelspanwijdte is geschat op ongeveer drieëndertig centimeter. Het gewicht werd geschat op 40,2-41,6 gram.
De beschrijvers wisten enkele onderscheidende kenmerken vast te stellen. Deze omvatten geen autapomorfieën, unieke afgeleide eigenschappen, maar vormen een unieke combinatie van op zich niet unieke kenmerken. Bij het borstbeen zijn de buitenste achterste uitsteeksels iets naar buiten gebogen en eindigen in driehoekige verbredingen, de tussenliggende achterste uitsteeksels zijn kort en het nauwe middelste zwaardvormige uitsteeksel van de achterrand steekt achter de buitenste uitsteeksels uit. Het pygostyle, de vergroeide staartpunt, is smal en lang met 80 procent van de lengte van het onderbeen. Het aantal tanden is klein, niet veel meer dan drie in het bovenkaaksbeen en zes in het dentarium van de onderkaak. Het achtereind van het dentarium eindigt in een zwak ontwikkeld vork met een weinig naar boven uitstekende bovenste tak. De eerste vinger is kort met slechts 39 procent van de lengte van het tweede middenhandsbeen. Het halvemaanvormige polsbeentje heeft een uitsteeksel naar buiten dat het uiteinde van het derde middenhandsbeen overlapt. Het vorkbeen heeft een zeer lang hypocleidium, voorste uitsteeksel, met 80% van de lengte van de takken van het vorkbeen. Het synsacrum, het vergroeide heiligbeen, heeft een lengtegroeve op de onderzijde. De onderste vergroeiing van de schaambeenderen heeft onderaan een geleidelijke verbreding.

### Verenkleed
De tien slagpennen van de hand hebben een lengte van vierenzeventig millimeter en verviervoudigen daarmee de handlengte. Desalniettemin zijn de vleugels breed met een lage vleugelbelasting, nuttig om snel op te stijgen en vrij langzaam en wendbaar te vliegen in en afwisseling van een klappende en een glijdende vlucht.
Het pygostyle draagt twee kaarsrechte smalle staartveren met een lengte van vijftien centimeter. Het grootste deel daarvan bestat uit een verbrede schacht: vanen zijn pas zichtbaar op de laatste 15 procent van de lengte. De barden verlengen in dat gedeelte naar het onderste uiteinde toe, terwijl de schacht er versmalt maar wel tot de punt doorloopt, een gespleten profiel ervan veroorzakend.

### Weke delen
Onder ultraviolet licht zijn weke delen zichtbaar op de hals, voorpoten, buik en achterpoten. De armen hebben brede patagia op voorrand en achterrand. Ook het profiel van de dijbeenspieren is goed te volgen. Dikke bollende weefsellagen blijken het enkelgewricht en de gewrichten van de eerste teen te omvatten. De middenvoet had vrijwel geen spierweefsel, net als bij moderne vogels. Het pygostyle heeft een smalle weefsellaag, niet de vleesbol van moderne vogels. Dat weerspiegelt het feit dat een echter staartwaaier ontbreekt.

## Fylogenie
Orienantius werd in 2018 in de Enantiornithes geplaatst. Ondanks de hoge ouderdom deelt de soort kenmerken van meer afgeleide leden van die groep. Een exacte kladistische analyse werd echter niet uitgevoerd.